# Быково (Новосокольнический район)
Бы́ково — упразднённая деревня в Новосокольническом районе Псковской области России. На год упразднения входила в состав Окнийской волости. Ныне урочище на территории Пригородной волости.

## География
Урочище находится в южной части региона, в пределах Валдайской возвышенности, в зоне хвойно-широколиственных лесов, в 2 км к западу от деревни Окней (ныне называется Окни).

## Климат
Климат, как и во всём районе, характеризуется как умеренно континентальный, влажный. Среднегодовая температура воздуха — 4,8 °С. Средняя многолетняя температура самого холодного месяца (января) составляет −7,5 °С (абсолютный минимум — −46 °C), средняя температура самого тёплого (июля) — 17,4°С (абсолютный максимум — 35 °C). Продолжительность безморозного периода составляет в среднем 135 дней. Среднегодовое количество осадков — 602 мм, из которых 425 мм выпадает в период с апреля по октябрь.

## Топоним
Название деревни восходит либо к неканоническому имени Бык, либо от фамилии Быков.

## История
Упоминается впервые в 1861 году, а также в «Списке ПГ» (1872—1877). В конце XIX — начале XX века с территории современной Эстонии в Быково переселились безземельные эстонцы-крестьяне.
В 1930-е годы в деревне был организован национальный эстонский колхоз «Эдази» (означает на эстонском «Вперёд»).
Деревня исчезла в 1940-е годы.